# محكمة الاستئناف (فرنسا)

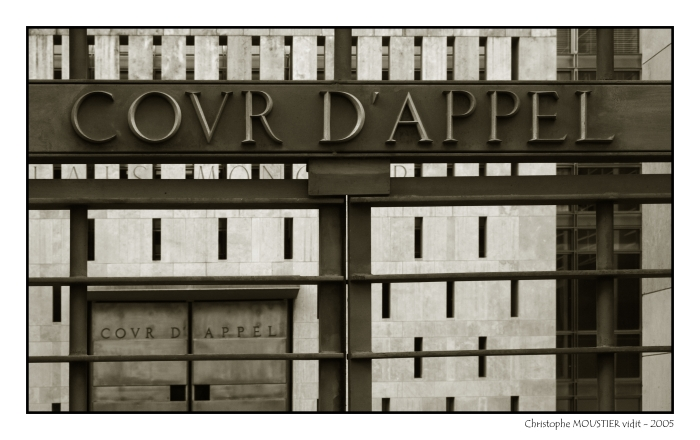
مدخل محكمة الاستئناف في إيكس أون بروفانس.

محكمة الاستئناف في النظام القضائي الفرنسي هي هيئة قضائية عامة مسؤولة عن النظر في الطعون المقدمة ضد القرارات الصادرة في القضايا التي تمت محاكمتها بالفعل من قبل المحاكم من الدرجة الأولى: في القضايا الجنائية، المحكمة الجنائية أو محكمة الشرطة وفي القضايا المدنية، المحكمة المدنية ومحكمة التجارة ومجلس القضاء الشغيلي والمحكمة الزراعية.
عندما لا تكون إحدى الأطراف راضية عن القرار الصادر في الدرجة الأولى، يمكنها تقديم استئناف ضد هذا القرار بالإعلان عن ذلك في مكتب محكمة الاستئناف بمنطقة المحكمة التي أصدرت هذا القرار.
بينما تصدر محاكم الدرجة الأولى "حكمًا"، تصدر محكمة الاستئناف "حكمًا"، الذي يمكن أن يؤكد أو يعدل أو يلغي القرار الأول. بعد صدور حكم من محكمة الاستئناف، يمكن تقديم طعن في النقض. إذا كان الطعن في النقض جائزًا، لا يتم محاكمة القضية مرة أخرى في درجة ثالثة، حيث يتم فقط التحقق من تطبيق القواعد القانونية بشكل صحيح ضمن نطاق النقض.
بشكل أقل، تكون محكمة الاستئناف مسؤولة أيضًا عن النظر في الطعون المقدمة ضد قرارات الحكم التحكيمي، ما لم تتنازل الأطراف في العقد عن هذا الحق.
هناك حاليًا ستة وثلاثون محكمة استئناف في فرنسا، بما في ذلك ست في البلدان والمناطق البعيدة ومحكمة استئناف عليا في سانت بيير وميكلون.
في أراضي فرنسا، لكل محكمة اختصاص في عدة أقاليم باستثناء محكمة متز، التي يمتد إختصاصها إلى إقليم موزيل فقط. غالبًا ما يتم تأسيس هذه المحاكم في المدن التي استضافت محاكم النظام القديم.